# Antoine Pessonneaux
Pour les articles homonymes, voir Pessonneaux.
Antoine Pessonneaux, dit l'Abbé Pessonneaux, né à Lyon le 31 janvier 1761 et mort le 9 mars 1835 à Seyssuel, est un ecclésiastique français.

## Biographie
Après ses études, il se consacre à l'état ecclésiastique et est ordonné prêtre. C'est alors que ses parents viennent habiter une propriété située en face de Vienne, à Saint-Cyr-sur-le-Rhône. L'abbé Pessonneaux figure, en 1787, parmi les prêtres incorporés au chapitre de la cathédrale Saint Maurice. Il assiste, comme membre du clergé, à une délibération des trois ordres de la ville de Vienne, tenue dans une des salles de l’hôtel de Ville, le 22 décembre 1788.
Les états généraux se réunissent, les tours de la Bastille croulent, la grande Révolution éclate. L'abbé Pessonneaux, esprit libéral, éclairé, humaniste, devient un des plus fervents adeptes des idées nouvelles, il se doit à ses élèves, au progrès, à la nation. C'est alors que l'abbé abandonne sa charge, devenu citoyen, il célèbre la Fédération du 14 juillet 1792. Selon de nombreux témoignages il envoie un des couplets de la Marseillaise, celui dit des enfants, à Rouget de Lisle qu'il aurait composé avec ses élèves en s'inspirant très probablement de la chanson de geste de Girard de Vienne ou il apparaît clairement une similitude dans les vers choisis.
L'abbé Pessonneaux meurt le 9 mars 1835 à Seyssuel ; ses cendres reposent dans le cimetière de cette ville. Plusieurs rues portent son nom en France[réf. nécessaire].